# Abdul Latif bin Abdul Aziz Cheikh
 (juin 2019).
Dr Abdul Latif bin Abdul Aziz bin Abdul Rahman Al-Cheikh né à Riyad, est un homme politique saoudien.
Ancien président du Comité pour la promotion de la vertu et la prévention du vice entre 2012 et 2015, il est devenu ministre des Affaires islamiques le 2 juin 2018.

## Biographie
Il a obtenu son baccalauréat à la faculté de la charia à Riyad en 1974 puis obtient un master de l'Institut supérieur de jurisprudence en droit comparé en 1984. Il continue avec un doctorat de l'Université de l'Imam Muhammad bin Saud. 
Durant sa présidence au Comité pour la promotion de la vertu et la prévention du vice, il met en place des réformes visant à faire moins de procédures ou encore de recruter davantage de femmes pour surveiller les magasins féminins. 
Il a également été secrétaire général adjoint au conseil des savants. Il conseille aussi Salmane ben Abdelaziz Al Saoud, l'ancien prince de Riyad.

## Prises de positions
Il déclare dans une interview à l'Asharq al-Awsat que l'un des principes de l'Arabie saoudite est la modération. Il explique que ce sont les Frères musulmans qui propagent l'islam dans un but violent et politique. Il dit aussi que les ennemis de la religion interprètent mal le Wahhabisme. 

## Publications
- Livre intitulé « Les opposants à l'appel à l'ère civile et à ses manifestations à l'ère actuelle »[réf. nécessaire].
- Recueil de jurisprudence intitulé « titularisation et obsolescence dans la jurisprudence islamique avec une comparaison avec le droit positif ».
- Recherche sous le titre « condition dans la jurisprudence islamique ». Il a également des recherches jurisprudentielles.